# 企業メセナ協議会
公益社団法人企業メセナ協議会（きぎょうメセナきょうぎかい）は、日本の公益社団法人の一つ。企業によるメセナ（芸術文化支援）活動の活性化を目的に、1990年2月に設立された。民間の公益法人であり、メセナを支援する中間支援組織である。設立から2011年1月3日までは、旧公益法人制度下の社団法人（主務官庁：文部科学省）として活動し、2011年1月4日に新公益法人制度に基づく公益社団法人へと移行した。

## 会員企業・団体
（2012年3月9日現在）
- 正会員：136社・団体
- 準会員：38社・団体

会員には企業・企業財団をはじめ、自治体やその外郭団体を含んでいる。

## 活動内容
- 狭義の企業メセナだけではなく、幅広い芸術・文化活動への支援を行なっている。
  - 2011年の東日本大震災の後にはGBFund（東日本大震災 芸術・文化による復興支援ファンド）を設立し、2012年3月15日現在、89件の活動に総額4625万7306円を助成している（うちもっとも多かったジャンルは郷土芸能や祭りで、30件前後が採択されている）GBFundウェブサイトより
  - 最新の助成認定活動は、メセ協アーカイブ[1]を参照のこと。

## 所在地
- 〈2012年3月20日以降〉東京都港区芝5-3-2 アイセ芝ビル8階

## 役員等
- 名誉会長:福原義春
- 顧問:福地茂雄
- 会長（代表理事）:高嶋達佳
- 副会長（執行理事）:秋山耿太郎
- 理事長（代表理事）:尾崎元規
- 専務理事（代表理事）:加藤種男